# Вячеслав Мадан
Вячеслав Мадан е молдовски дипломат.
Завършва Държавния институт по изкуствата (1974) и Висшето театрално училище в Москва (1988). Татрален режисьор.
От 2006 до 2009 година Вячеслав Мадан е извънреден и пълномощен посланик на Република Молдова в България.
На 28 май 2009 година във връзка с отпътуването му от България Мадан е награден с орден „Стара планина“ първа степен за развитието на българо-молдовските отношения